# Myślibórz Wielki
Myślibórz Wielki (niem. Gross Mützelburg) – wieś w Polsce, położona w województwie zachodniopomorskim, w powiecie polickim, w gminie Nowe Warpno.
W latach 1975–1998 wieś administracyjnie należała do województwa szczecińskiego.

## Integralne części wsi
| SIMC    | Nazwa    | Rodzaj    |
| ------- | -------- | --------- |
| 1014659 | Maszkowo | część wsi |

## Historia

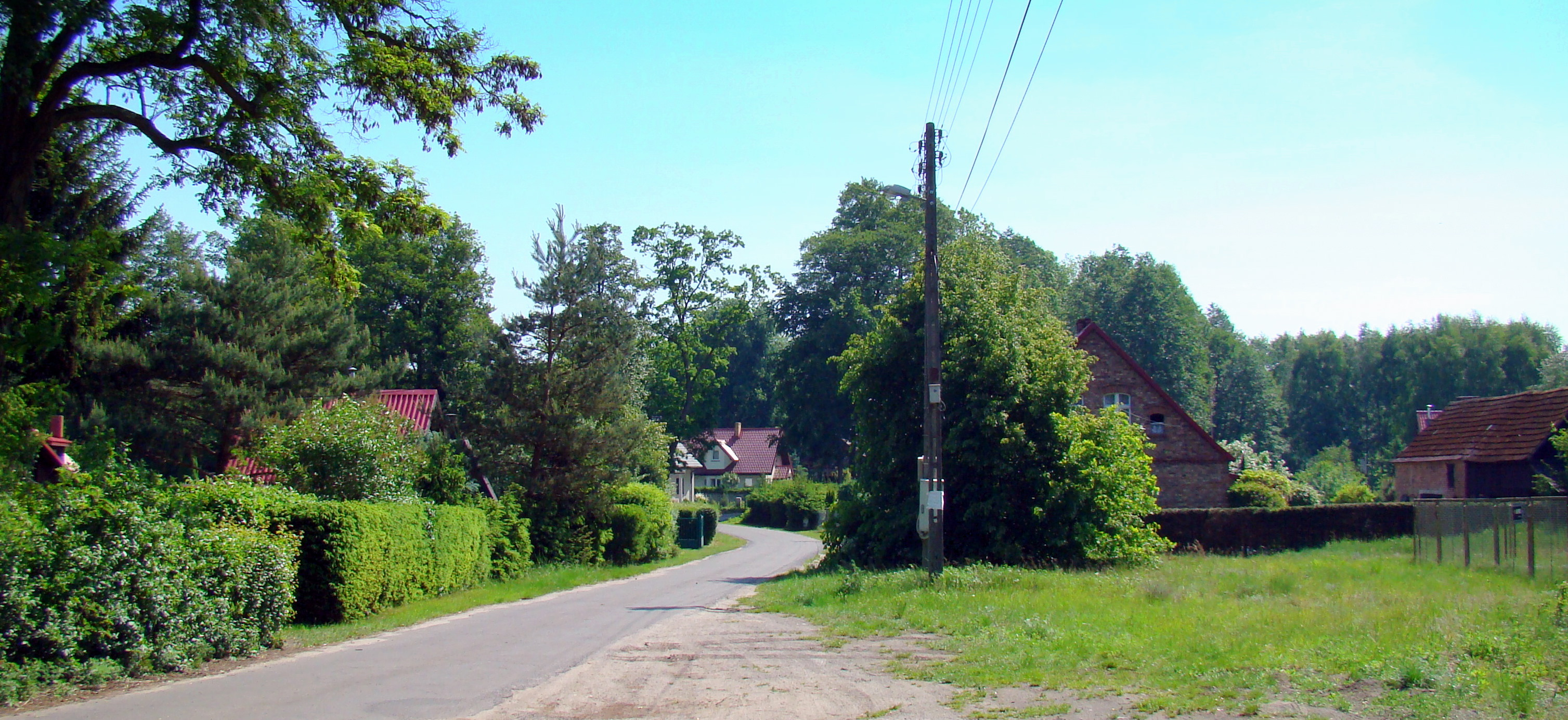
Myślibórz Wielki, część zabudowań

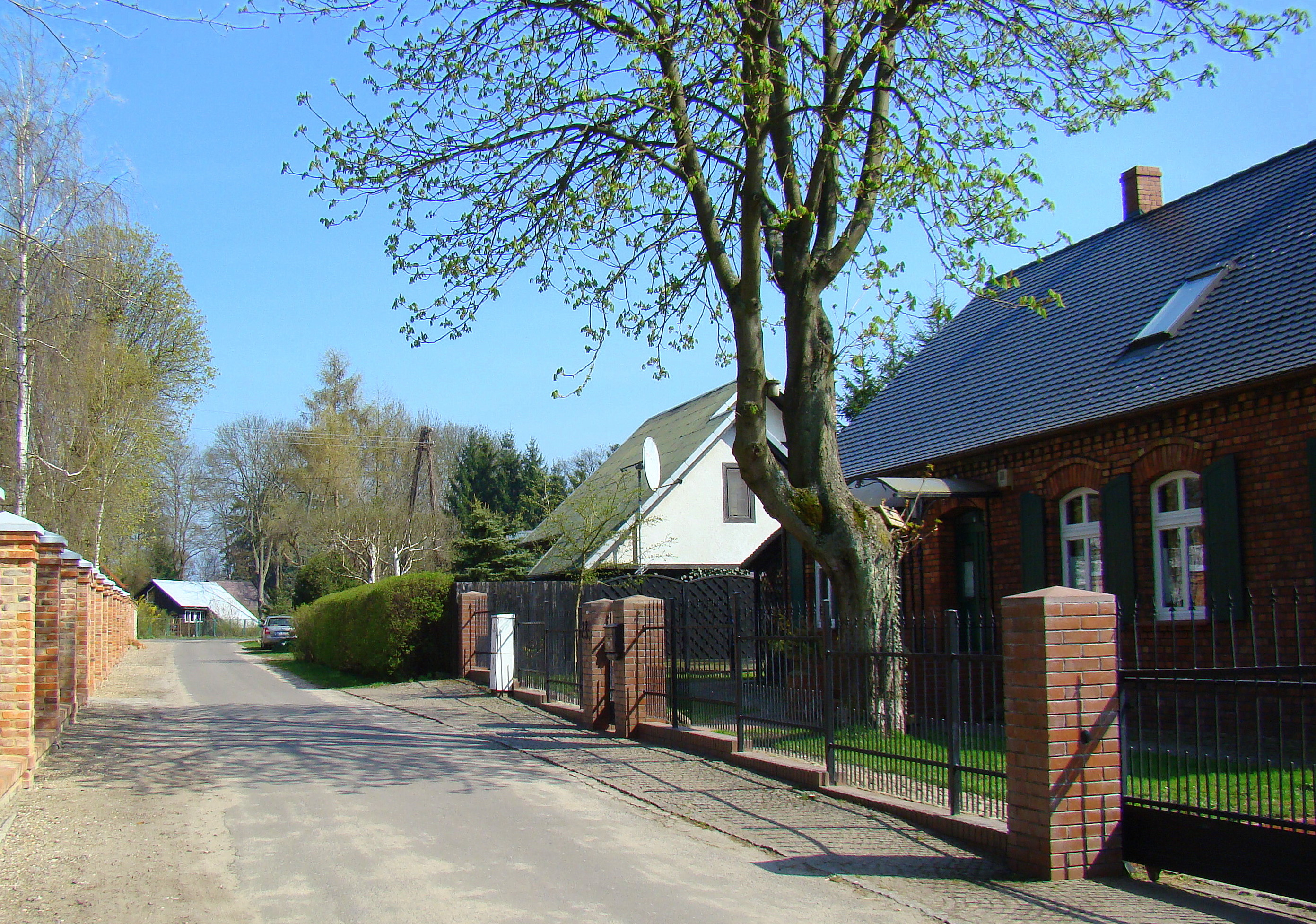
Myślibórz Wielki, część zachodnia

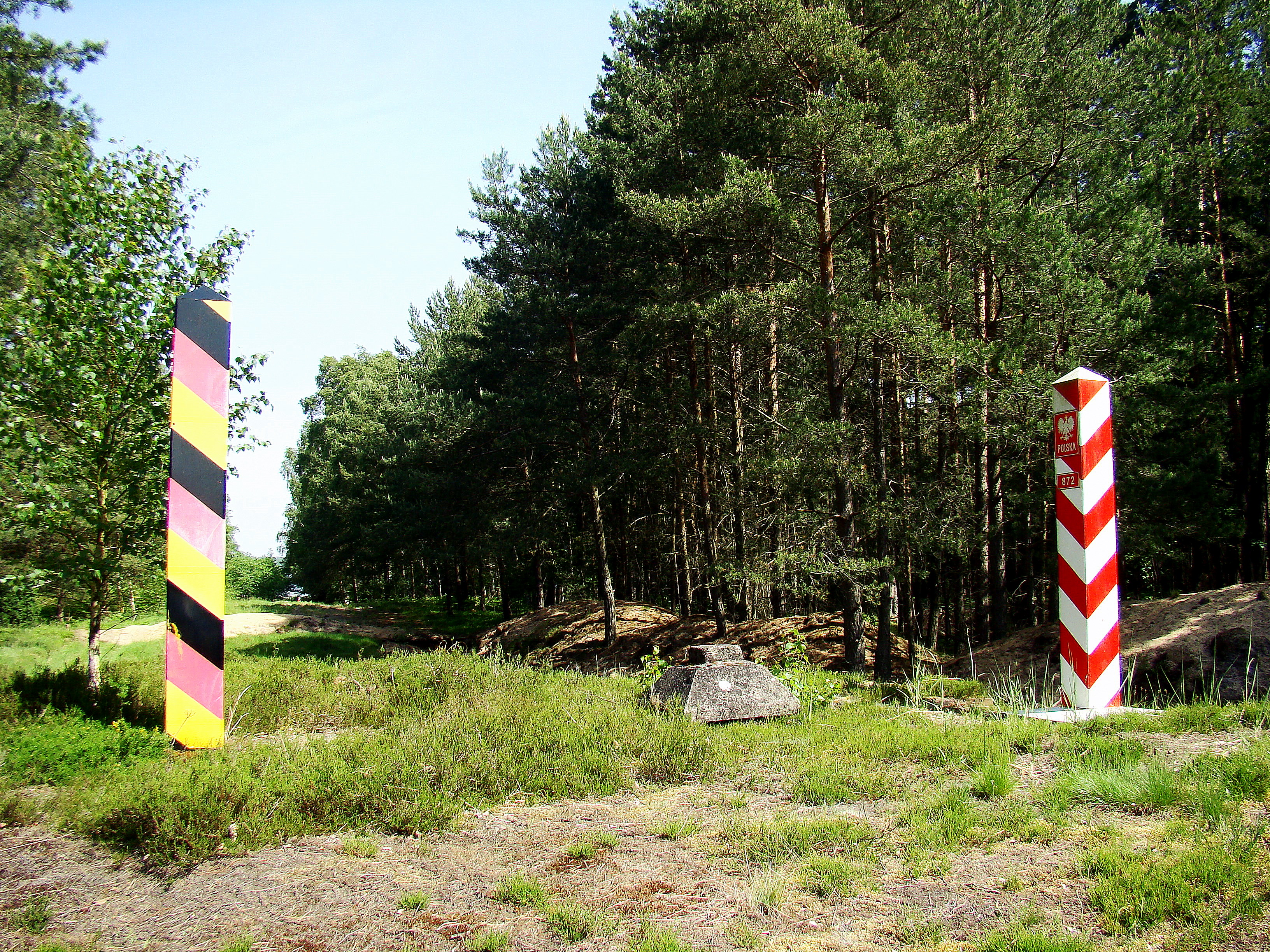
Granica polsko-niemiecka, okolice Myśliborza Wielkiego

Początki osady sięgają roku 1597, gdy powstała tu karczma i smolarnia. W połowie XVIII wieku właścicielem terenu był nadleśniczy von Bornstedt. Dużą rolę w życiu mieszkańców odgrywało leśnictwo i rybołówstwo. Wieś do 1939 roku zamieszkiwało 170 osób.
W czasie II wojny światowej wieś nie zniszczona, 27 kwietnia 1945 r. do opustoszałej wsi wkroczyły wojska radzieckie (2 Front Białoruski – 2 Armia Uderzeniowa), a administracja polska przejęła ją 4 października 1945 r., z czasem przybyli też pierwsi polscy osadnicy. Od 1945 mieściła się tu strażnica Wojsk Ochrony Pogranicza. Od II połowy XX w. powstawały tu letniska i kempingi. Pod koniec lat 90. XX wieku zaczęło rozwijać się nowe budownictwo willowe. Znajduje się też tu Stacja Linii Radiowych Myślibórz Wielki.

### Przynależność polityczno-administracyjna
- 1815–1866: Związek Niemiecki, Królestwo Prus, prowincja Pomorze, rejencja szczecińska, powiat Anklam (1815–1818), powiat Ueckermünde
- 1866–1871: Związek Północnoniemiecki, Królestwo Prus, prowincja Pomorze, rejencja szczecińska, powiat Ueckermünde
- 1871–1918: Cesarstwo Niemieckie, Królestwo Prus, prowincja Pomorze, rejencja szczecińska, powiat Ueckermünde
- 1919–1933: Rzesza Niemiecka (Republika Weimarska), kraj związkowy Prusy, prowincja Pomorze, rejencja szczecińska, powiat Ueckermünde
- 1933–1945: III Rzesza, prowincja Pomorze, rejencja szczecińska, powiat Ueckermünde
- 1945–1952: Rzeczpospolita Polska (Polska Ludowa), województwo szczecińskie, powiat szczeciński
- 1952–1975: Polska Rzeczpospolita Ludowa, województwo szczecińskie, powiat szczeciński
- 1975-1989: Polska Rzeczpospolita Ludowa, województwo szczecińskie, gmina Nowe Warpno
- 1989-1998: Rzeczpospolita Polska, województwo szczecińskie, gmina Nowe Warpno
- 1999-teraz: Rzeczpospolita Polska, województwo zachodniopomorskie, powiat policki, gmina Nowe Warpno

## Geografia
Osada w gminie Nowe Warpno, sołectwie Brzózki, położona blisko granicy polsko-niemieckiej, w Puszczy Wkrzańskiej, na wschód od Jeziora Myśliborskiego Wielkiego i południe od Jeziora Myśliborskiego Małego. Osada o charakterze wypoczynkowym (domki letniskowe).